# Valcabado de Roa
Valcabado de Roa es una localidad española de la provincia de Burgos (comunidad autónoma de Castilla y León, España). Pertenece al municipio de Pedrosa de Duero.

## Historia
En 1143 Alfonso VII otorgó el Fuero de Sepúlveda y se originó la Comunidad de Villa y Tierra de Roa, siendo este pueblo una de las aldeas integrantes del anterior.
En 1591 en el Censo de Vecindarios de la Corona de Castilla se la llama Valcavado, en la Tierra de Roa. Casi dos siglos más tarde, en el censo de Floridablanca de 1787 es nombrada como Lugar denominado en aquella época Valcabado, en la Tierra de Roa, partido que, junto con otros trece, integraba la Intendencia de Burgos entre 1785 y 1833.
Su jurisdicción era de señorío y su titularidad la ostentaba el duque de Siruela, que era quien designaba al alcalde pedáneo local. Poco después, cuando cayó el Antiguo Régimen formó municipio independiente en el partido Roa. En los años 1970 se suprimió como municipio con ayuntamiento propio.
La población fue incendiada casi en su totalidad por Valmaseda en marzo de 1839 durante la guerra carlista.
Las cofradías de la Vera Cruz y de la Asunción están documentadas desde 1801 y 1628, respectivamente.

### SigloXIX
Así se describe a Valcabado de Roa en la página 264 del tomo XV del Diccionario geográfico-estadístico-histórico de España y sus posesiones de Ultramar, obra impulsada por Pascual Madoz a mediados del siglo XIX:

VALCAVADO DE ROA

Lugar con ayuntamiento en la provincia, audiencia territorial, capitanía general de Burgos (14 leguas), partido judicial de Roa (1), diócesis de Osma (14).
Situado en una considerable elevación; reinan con frecuencia los vientos del N y O; su clima es frío pero sano; las enfermedades comunes son pulmonías y pleuresías.
Tiene 27 casas; escuela de instrucción primaria, dotada con 375 reales de vellón; una iglesia parroquial (La Asunción) servida por un cura párroco y un sacristán; una fuente dentro de la población y 3 en el término, todas de buenas aguas.
El término confina N Pedrosa de Duero; E Roa; S Mambrilla de Castejón y O Corrales de Peñafiel; en él se encuentra una ermita dedicada a San Lorenzo mártir, y el despoblado que nombran Aldea nueva.
El terreno es de ínfima calidad en su mayor parte; su monte está poblado de robles.
Los caminos son locales.
El correo se recibe de Roa.
Producciones: cereales, legumbres, patatas y vino; cría ganado lanar; caza de perdices y liebres.
Industria: fábrica de aguardiente.
Población: 21 vecinos, 71 almas.

Capital productivo: 503.200 reales. Imponible: 49.303. Contribución: 2.190 reales 24 maravedises.

## Demografía
| Gráfica de evolución demográfica de Valcabado de Roa entre 1842 y 1970 |
| |
| Población de derecho según los censos de población del INE. Población de hecho según los censos de población del INE.Entre el censo de 1981 y el anterior, este municipio desaparece porque se integra en el municipio Pedrosa de Duero. |